# اس‌اس جان دبلیو. براون

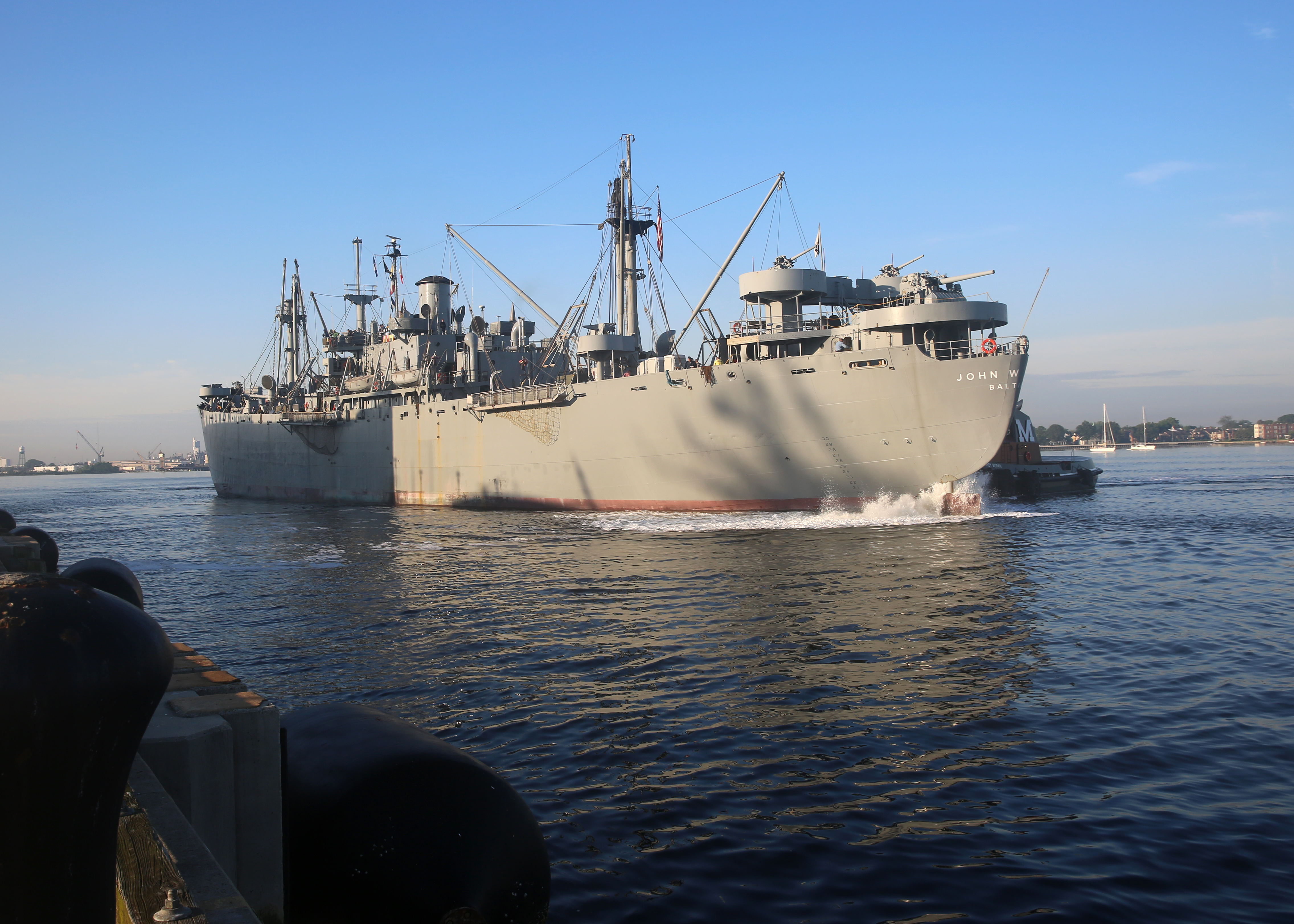
اس‌اس جان دبلیو. براون

اس‌اس جان دبلیو. براون (به انگلیسی: SS John W. Brown) یک کشتی است که طول آن ۴۴۱ فوت ۶ اینچ (۱۳۴٫۶ متر) می‌باشد. این کشتی در سال ۱۹۴۲ ساخته شد.